# Стоянова къща (Коста Стоянов)
 Тази статия е за къщата на Коста Стоянов.  За къщата на брат му Димитър вижте Стоянова къща (Димитър Стоянов).  
Стояновата къща e известна архитектурна постройка в центъра на Плевен, на така наречената Стара главна улица.

## История
Къщата е построена за българския търговец и общественик Коста Стоянов. Тя е емблематична плевенска сграда и е една от най-луксозно построените за времето си. Построена е по проект на виенски архитекти от дебърски майстори и е в необароков стил. Представлява двуетажно здание, сключено заострено и с богата фасадна украса. За разлика от съседните постройки, в Стояновата къща и двата етажа са жилищни.